# Nanno Hendrik Benninga
Nanno Hendrik Benninga (Amersfoort, 26 juni 1906 – Bennekom, 16 april 1991) was een Nederlands militair, filiaaldirecteur en ontwerper.

## Levensloop
Benninga werd geboren als eerste zoon van Hindrik Nanno Harm Benninga en Reintje van Dijk. Hij huwde in 1931 met Johanna Catharina Elisabeth Ket en zij kregen vijf kinderen; drie zoons en twee dochters.
Tijdens zijn militaire dienst was hij reserve-luitenant en maakte van 1939–1940 deel uit van het mobilisatiegarnizoen in Medemblik. Hij was belast met het opheffen van dit garnizoen en nam tevens het initiatief tot het oprichten van een herinneringsmonument, dat op 24 augustus 1940 werd onthuld. Dit monument geldt als het eerste Tweede Wereldoorlog-monument in Nederland.
Benninga was werkzaam bij De Bijenkorf, waar hij van circa 1938 tot 1958 filiaaldirecteur was van het filiaal in Amsterdam. Tijdens de Tweede Wereldoorlog speelde hij een belangrijke rol in het openhouden van het warenhuis, vooral tijdens de hongerwinter van 1944–45. Hij organiseerde de bevoorrading van personeel en klanten onder moeilijke omstandigheden. In oktober 1944 werd hij mishandeld door een Duitse Obersturmbannführer die lucifers wilde confisqueren.
Na zijn pensionering in de jaren 1970 trad hij toe tot een speciale werkgroep binnen de Nederlandse Spoorwegen die zich richtte op het verbeteren en verfraaien van stationsomgevingen. Hij ontwierp fietsenstallingen, zitjes, hekwerken en plantenbakken gemaakt van oude spoorwegbielzen, waarmee hij de bijnaam "Ben Biel" kreeg. Zijn ontwerpen worden wel beschouwd als een vroege vorm van hergebruik en functioneel ontwerp. Ongeveer 74 tekeningen van zijn ontwerpen zijn bewaard in het Spoorwegmuseum.